# Rudi Graetz
Pour les articles homonymes, voir Graetz.
Rudi Graetz, né le 27 juin 1907 et mort le 1er octobre 1977, est un espérantiste allemand.

## Biographie
Rudi Graetz nait le 27 juin 1907 à Rostock, en Allemagne. 
Il apprend l'espéranto dans sa jeunesse et est un membre actif du mouvement des travailleurs espérantistes entre les deux guerres mondiales. Il est président du "Cercle central des travailleurs amis de l'espéranto", qui faisait partie de l'Association culturelle quasi-gouvernementale de l'ancienne République démocratique allemande, et membre du comité de l'Association universelle d'espéranto.
Après la renaissance de l'espéranto en République démocratique allemande en 1965, Graetz a été choisi comme représentant de l'espéranto au Congrès mondial d'espéranto et à d'autres réunions internationales. Il a également été fonctionnaire du Mondpaca Esperantista Movado (Mouvement espérantiste pour la paix dans le monde). Ses articles ont été publiés dans les revues PACO et Der Esperantist